# Shadowboxer
"Shadowboxer" é uma canção da cantora e compositora americana Fiona Apple. Foi lançado em 1 de julho de 1996 por Work Group e Columbia Records como primeiro single de seu álbum de estreia, Tidal (1996).

## Antecedentes e liberação
Apple gravou a canção com o colaborador Jon Brion, em 1995, imediatamente após ser assinado um contrato de gravação com a Sony Music Entertainment. Seu conteúdo lírico explora principalmente os temas sobre os perigos do desejo e da vulnerabilidade. Em seguida, foi lançado como seu primeiro single de seu álbum de estréia em 1 de julho de 1996. O videoclipe da canção foi dirigido por Jim Gable. Apple apresentou "Shadowboxer" em vários eventos, principalmente na 22 temporada de Saturday Night Live e no especial de televisão MTV Unplugged: Fiona Apple.

## Faixas
CD single
1. "Shadowboxer" - 5:26
2. "Never Is a Promise" - 5:56

Maxi single
1. "Shadowboxer" (versão rádio)
2. "Shadowboxer" (versão álbum)
3. "Never Is a Promise"
4. "Carrion" (ao vivo)

## Desempenho nas paradas
| Top (1996)                                     | Melhor posição |
| ---------------------------------------------- | -------------- |
| Estados Unidos (Billboard Adult Top 40)        | 32             |
| Estados Unidos (Billboard Alternative Airplay) | 34             |